# 리다웨이
리다웨이(중국어: 李大維, 1949년 10월 15일 ~ )는 중화민국의 외교관이다.
대만 타이베이시에서 출생하여 1973년에 국립대만대학으로부터 정치학과 국제관계학 학사 학위를 취득하였다. 1980년에는 미국 버지니아 대학교 외교사무학 석사 학위를 취득했고, 1986년에는 버지니아 대학교에서 외교사무학 박사 학위를 취득였다. 행정원 신문국 부국장, 행정원 신문국 국장, 주유럽연합 대표, 주미국 대표, 주캐나다 대표, 북미사무협조위원회 주임위원, 주오스트레일리아 대표를 역임했다. 특히 주캐나다 대표 재직 시절에는 캐나다와 대만 간의 상호 무사증 대우를 추진했는데 캐나다 정부가 상호주의 원칙에 따른 계획을 승인하면서 성공했다.
2016년 5월 20일부터 2018년 2월 25일까지 중화민국 외교부 부장을 역임했으며, 2018년 2월 26일부터 2020년 5월 19일까지 국가안전회의 비서장을 역임했다. 2020년 5월 20일부터 2020년 8월 3일까지 해협교류기금회 회장을 역임했고, 2020년 8월 3일에 총통부 비서장으로 임명되었다.
2017년 5월 10일 중화민국 입법원에서 "최근 한국과 경제·무역·관광·문화 등의 방면에서 교류가 매우 많아졌다"며 "문재인 대통령 체재하에서 양국 관계가 더욱 전진하길 바란다라고 발언하였다.

## 역임 직위
- 행정원 신문국 부국장 (1996년 9월 1일 ~ 1997년 5월 14일)
- 행정원 신문국 국장 (1997년 5월 14일 ~ 1998년 2월 4일)
- 주유럽연합 대표 (2001년 3월 21일 ~ 2004년 7월 25일)
- 주미국 대표 (2004년 7월 25일 ~ 2007년 4월 15일)
- 주캐나다 대표 (2007년 4월 10일 ~ 2012년 5월 20일)
- 북미사무협조위원회 주임위원 (2012년 5월 20일 ~ 2014년 12월 31일)
- 주오스트레일리아 대표 (2015년 1월 1일 ~ 2016년 5월 19일)

## 같이 보기
- 중화민국 외교부

1. ↑  연합뉴스 (2017년 5월 11일). “대만, 文대통령 취임이후 한국과 관계개선에 큰 관심”. 《연합뉴스》. 2021년 12월 20일에 확인함.